# Гојра
Гојра (урд. گوجرہ) је град у Пакистану у покрајини Панџаб. Према процени из 2006. у граду је живело 143.369 становника.

## Становништво
Према процени, у граду је 2006. живело 143.369 становника.
| 1981.  | 1998.   | 2006.   |
| ------ | ------- | ------- |
| 68.000 | 114.967 | 143.369 |